# Olivenza
Olivenza (portugálul és extremaduraiul Olivença) település Spanyolországban, Badajoz tartományban. Olivenza Badajoz, Alconchel, Elvas, Valverde de Leganés, Barcarrota, Higuera de Vargas, Táliga és Alandroal községekkel határos. Lakosainak száma 11 742 fő (2024).

## Népesség
A település népessége az utóbbi években az alábbiak szerint változott:
| Lakosok száma | 10 739 | 11 196 | 11 512 | 11 852 | 12 008 | 12 104 | 12 032 | 11 963 | 11 871 | 11 742 |
|               | 2001   | 2004   | 2006   | 2009   | 2011   | 2014   | 2016   | 2019   | 2021   | 2024   |